# 梅里尼亚克
梅里尼亚克（法語：Mérignac，法語發音：[meʁiɲak]），法国西南部城市，新阿基坦大区吉伦特省的一个市镇，隶属于波尔多区，其市镇面积为48.17平方公里，2022年1月1日时人口数量为77,136人，是该省人口第二多的市镇，在法国城市中排名第71位。
梅里尼亚克位于吉伦特省西部，省会波尔多市区西侧，是波尔多的一个近郊卫星城，因其境内的波尔多-梅里尼亚克机场而闻名，后者为波尔多的民用航空站。

## 地名来源
“梅里尼亚克”一名来源于公元1102年以“Mairinaco”的形式被记载，该名称来源于人名“Matrinius”，后者可能为当地历史上的一位领主。
梅里尼亚克所处区域历史上曾通行加斯科涅方言，“Mérignac”对应的奥克语拼写为“Merinhac”。

## 历史

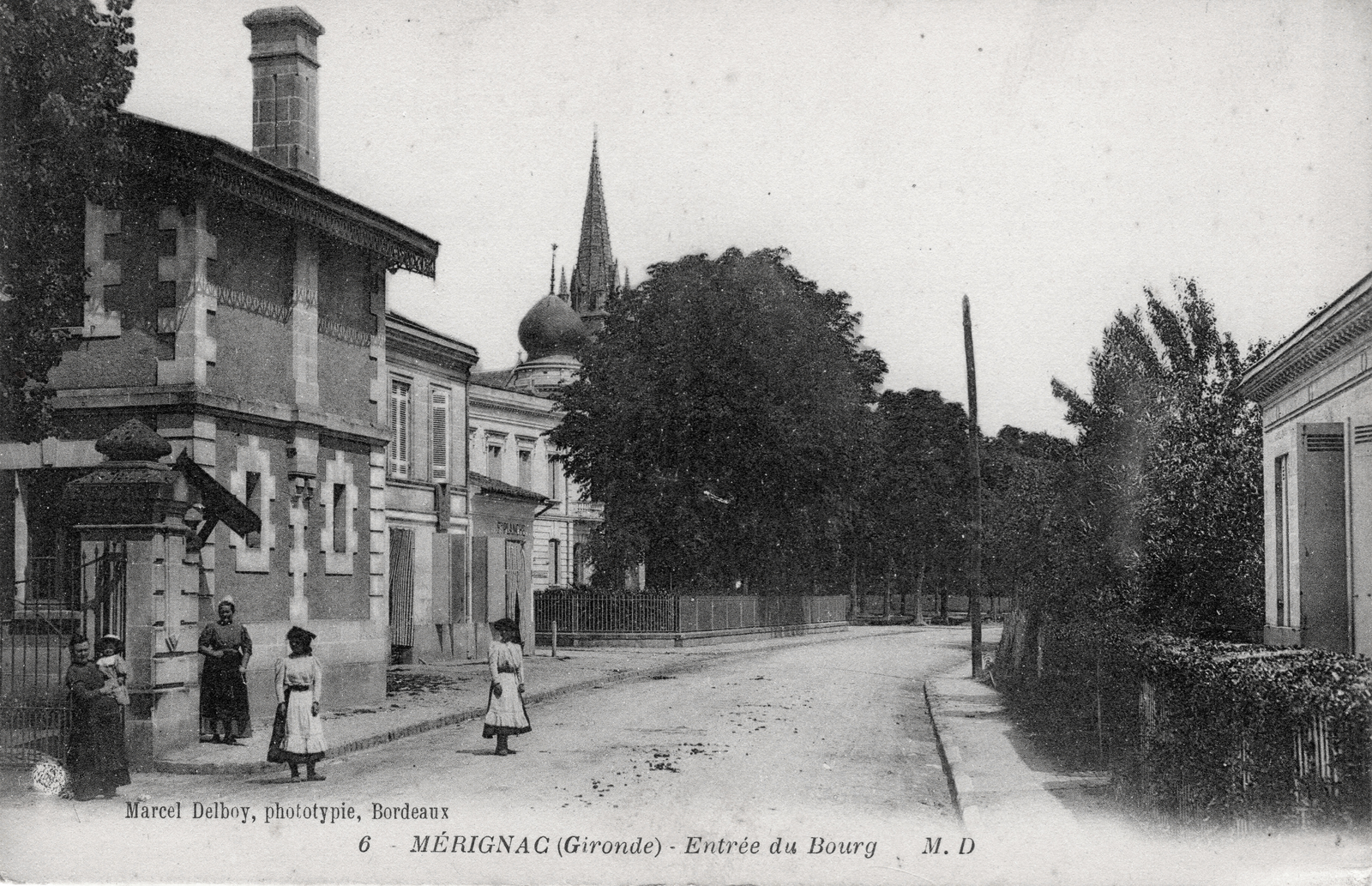
20世纪初梅里尼亚克的一处道路

梅里尼亚克的早期历史尚不清楚，公元6世纪时，梅里尼亚克成为一个堂区。中世纪中期，梅里尼亚克长期为阿基坦的一个普通农业村落，其附近的韦里讷（Veyrines）领主曾获得男爵爵位，后者于1290年在爱德华一世的支持下修建了一处城塞。1472年后，梅里尼亚克地区成为法兰西王国的一部分。投石党乱期间，梅里尼亚克曾遭到破坏。17世纪时，梅里尼亚克被布朗家族（famille de Bourran）继承，其家族成员在此修建了布朗城堡。而梅里尼亚克镇中心则建成了阿尔拉克喷泉（Fontaine d'Arlac），成为彼时当地主要的城市水源。法国大革命后，梅里尼亚克与周边多个村落共同组建成为了吉伦特省的一个市镇。19世纪时，随着葡萄酒贸易的发展，梅里尼亚克的多处土地被开发为葡萄酒种植园。工业革命期间，得益于波尔多的城市扩张及有轨电车线路的开通，梅里尼亚克人口数量逐年增加。1910年，梅里尼亚克境内建成了一处飞行场，后得以扩建，自1938年起成为波尔多的城市航空站。第二次世界大战期间，维希政府在此修建梅里尼亚克集中营，用于关押犹太人及共产运动成员。二战后，波尔多-梅里尼亚克机场（曾在联军解放行动中遭到严重破坏）得以重建，并一度成为北约的一个航空基地。20世纪中后期，随着波尔多城市的进一步扩张，梅里尼亚克被开发为现代商住区，成为波尔多附近人口最多的卫星城。连接梅里尼亚克和波尔多市区的现代有轨电车于2003年建成通车。

## 地理

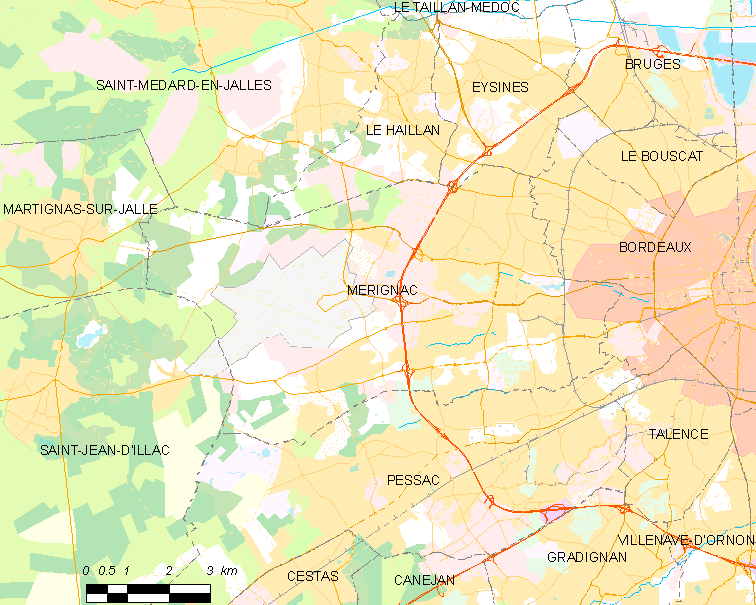
梅里尼亚克市镇范围地图

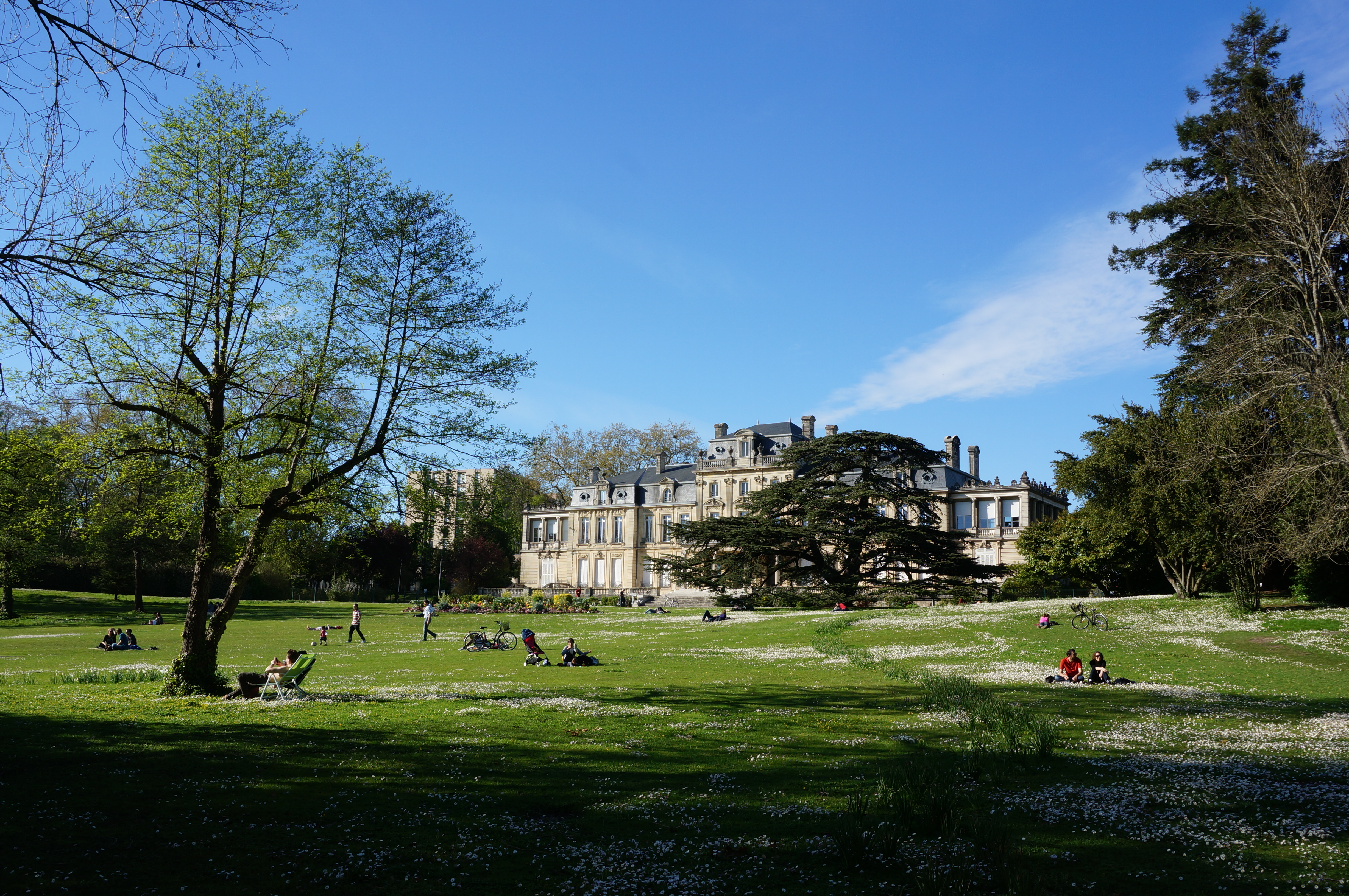
布朗城堡公园

梅里尼亚克位于法国西南部，新阿基坦大区西部和吉伦特省西部，距离省会波尔多大约7公里。与梅里尼亚克接壤的市镇包括：勒阿扬、波尔多、埃西讷、圣梅达尔昂雅勒、雅勒河畔马蒂尼亚斯、圣让迪亚克、佩薩克。

### 地形
梅里尼亚克位于阿基坦盆地腹地，境内以平原为主，市镇中心地势较为平坦，全境海拔在12到53米之间。

### 水文
梅里尼亚克位于加龙河流域，德韦兹河发源于梅里尼亚克境内，自西向东流经波尔多市区，该河水量较小，沿途多被人工建筑物覆盖。

### 植被
梅里尼亚克属于温带阔叶混交林区，市区内的主要绿地公园包括布朗公园（Parc de Bourran）、城堡公园（Parc du Château）等，均常年免费向公众开放。
在鲜花城市的评比中，梅里尼亚克被评为3星级鲜花城市。

### 气候
梅里尼亚克在柯本气候分类法中属于温带海洋性气候，因其纬度较低，故当地气候又带有一定的地中海特征。
梅里尼亚克境内的波尔多-梅里尼亚克机场设有常年气象站，以下为该气象站的数据：
| 波尔多-梅里尼亚克机场 1981年－2019年 | 波尔多-梅里尼亚克机场 1981年－2019年 | 波尔多-梅里尼亚克机场 1981年－2019年 | 波尔多-梅里尼亚克机场 1981年－2019年 | 波尔多-梅里尼亚克机场 1981年－2019年 | 波尔多-梅里尼亚克机场 1981年－2019年 | 波尔多-梅里尼亚克机场 1981年－2019年 | 波尔多-梅里尼亚克机场 1981年－2019年 | 波尔多-梅里尼亚克机场 1981年－2019年 | 波尔多-梅里尼亚克机场 1981年－2019年 | 波尔多-梅里尼亚克机场 1981年－2019年 | 波尔多-梅里尼亚克机场 1981年－2019年 | 波尔多-梅里尼亚克机场 1981年－2019年 | 波尔多-梅里尼亚克机场 1981年－2019年 |
| 月份                                 | 1月                                  | 2月                                  | 3月                                  | 4月                                  | 5月                                  | 6月                                  | 7月                                  | 8月                                  | 9月                                  | 10月                                 | 11月                                 | 12月                                 | 全年                                 |
| ------------------------------------ | ------------------------------------ | ------------------------------------ | ------------------------------------ | ------------------------------------ | ------------------------------------ | ------------------------------------ | ------------------------------------ | ------------------------------------ | ------------------------------------ | ------------------------------------ | ------------------------------------ | ------------------------------------ | ------------------------------------ |
| 历史最高温 °C（°F）                  | 20.8 (69.4)                          | 26.2 (79.2)                          | 27.7 (81.9)                          | 31.1 (88.0)                          | 35.4 (95.7)                          | 40.5 (104.9)                         | 41.2 (106.2)                         | 40.7 (105.3)                         | 37.6 (99.7)                          | 32.2 (90.0)                          | 26.7 (80.1)                          | 22.5 (72.5)                          | 41.2 (106.2)                         |
| 平均高温 °C（°F）                    | 10.1 (50.2)                          | 11.7 (53.1)                          | 15.1 (59.2)                          | 17.3 (63.1)                          | 21.2 (70.2)                          | 24.5 (76.1)                          | 26.9 (80.4)                          | 27.1 (80.8)                          | 24 (75)                              | 19.4 (66.9)                          | 13.7 (56.7)                          | 10.5 (50.9)                          | 18.5 (65.3)                          |
| 日均气温 °C（°F）                    | 6.6 (43.9)                           | 7.5 (45.5)                           | 10.2 (50.4)                          | 12.3 (54.1)                          | 16.1 (61.0)                          | 19.3 (66.7)                          | 21.3 (70.3)                          | 21.4 (70.5)                          | 18.5 (65.3)                          | 14.9 (58.8)                          | 9.9 (49.8)                           | 7.2 (45.0)                           | 13.8 (56.8)                          |
| 平均低温 °C（°F）                    | 3.1 (37.6)                           | 3.3 (37.9)                           | 5.4 (41.7)                           | 7.4 (45.3)                           | 11 (52)                              | 14.1 (57.4)                          | 15.8 (60.4)                          | 15.7 (60.3)                          | 12.9 (55.2)                          | 10.4 (50.7)                          | 6.1 (43.0)                           | 3.8 (38.8)                           | 9.1 (48.4)                           |
| 历史最低温 °C（°F）                  | −16.4 (2.5)                          | −15.2 (4.6)                          | −9.9 (14.2)                          | −5.3 (22.5)                          | −1.8 (28.8)                          | 2.5 (36.5)                           | 4.8 (40.6)                           | 1.5 (34.7)                           | −1.8 (28.8)                          | −5.3 (22.5)                          | −12.3 (9.9)                          | −13.4 (7.9)                          | −16.4 (2.5)                          |
| 平均降水量 mm（）                    | 87.3 (3.44)                          | 71.7 (2.82)                          | 65.3 (2.57)                          | 78.2 (3.08)                          | 80 (3.1)                             | 62.2 (2.45)                          | 49.9 (1.96)                          | 56 (2.2)                             | 84.3 (3.32)                          | 93.3 (3.67)                          | 110.2 (4.34)                         | 105.7 (4.16)                         | 944.1 (37.17)                        |
| 月均日照時數                         | 96                                   | 114.9                                | 169.7                                | 182.1                                | 217.4                                | 238.7                                | 248.5                                | 242.3                                | 202.7                                | 147.2                                | 94.4                                 | 81.8                                 | 2,035.7                              |
| 来源：infoclimat.fr                  |                                      |                                      |                                      |                                      |                                      |                                      |                                      |                                      |                                      |                                      |                                      |                                      |                                      |

## 行政区划
梅里尼亚克的市镇编号为33075，邮政编号为33520。
在行政管理方面，布吕日隶属于法国新阿基坦大区吉伦特省波尔多区；在地方选举方面，梅里尼亚克是梅里尼亚克第一县和第二县的中央投票站，其市镇范围全境被划入吉伦特省第六选区；在社会管理方面，梅里尼亚克是波尔多都会区的组成部分。
梅里尼亚克市镇被划为10个街区，并实行街区自治制度。
法国国家统计与经济研究所（简称）在进行数据统计时，将梅里尼亚克及相邻的另外72个市镇设为波尔多城市核心区，并将包括核心区在内的周边共251个市镇划为波尔多城市区。自2020年起，波尔多城市区被包含275个市镇的波尔多城市辐射区代替。此外，还将梅里尼亚克市镇分为了27个“块区”（IRIS），以便于统计人口分布情况。

## 交通

### 公路
波尔多环城高速公路经过梅里尼亚克纵贯市镇范围中部，设有四处出入口，另有多条吉伦特省省道在梅里尼亚克境内交汇。新阿基坦大区下属的城际客运提供巴士线路，可前往周边部分市镇。
| 9 | 1.9 |

| 12 | 4.5 |

| 波尔多 | 7 |

| 佩萨克 | 6 |

| 阿卡雄 | 65 |

| 塔朗斯 | 10 |

| 布吕日 | 7 |

| 勒布斯卡 | 7 |

2018年，78.7%的梅里尼亚克家庭拥有至少一辆私人汽车。2019年，梅里尼亚克境内共发生各类交通事故73起，造成1人遇难，85人受伤。

### 铁路

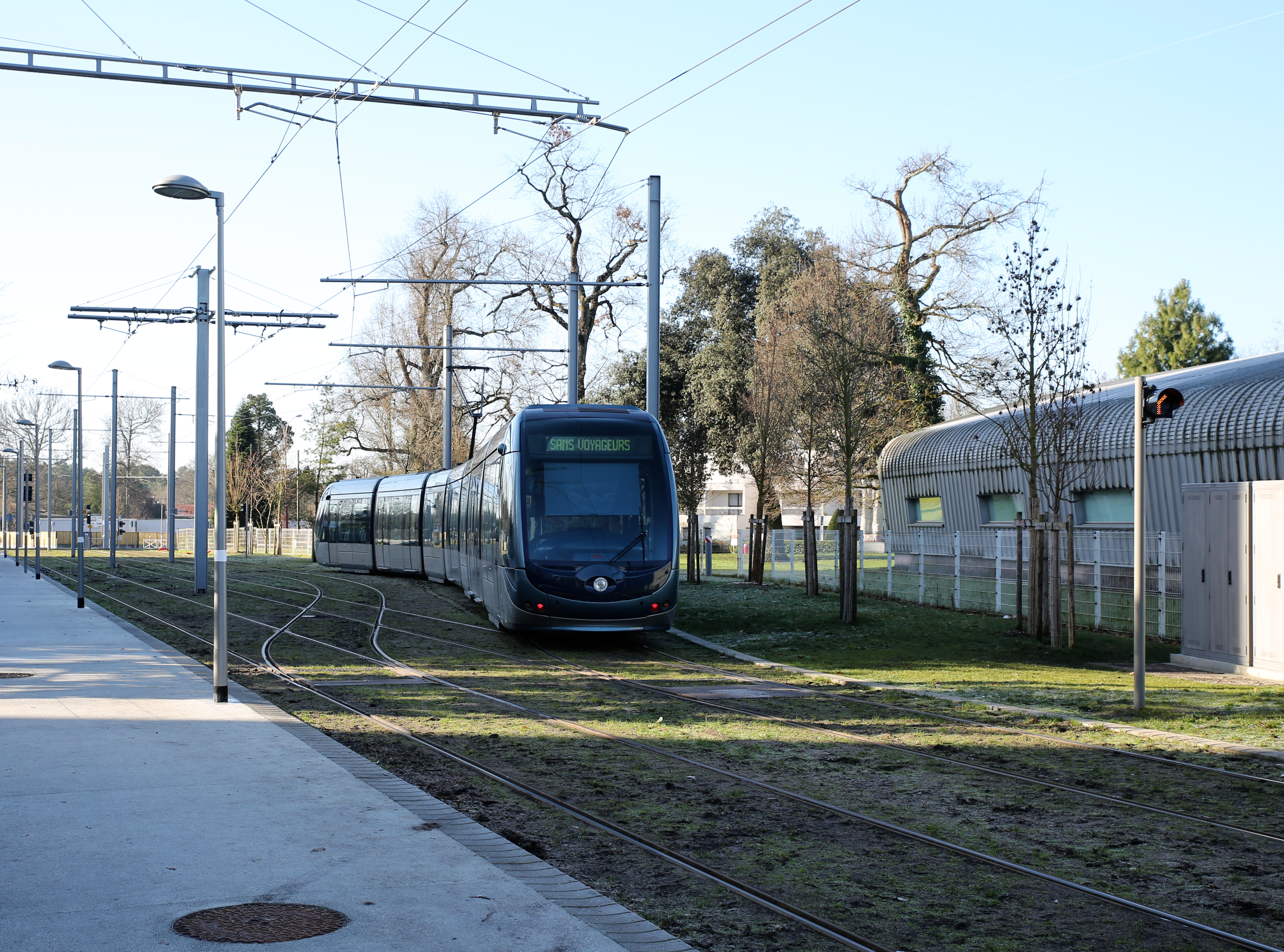
途径梅里尼亚克的波尔多有轨电车A线

梅里尼亚克位于波尔多环线铁路上。梅里尼亚克阿尔拉克站位于市区东部，停靠往返于波尔多和潘德格拉沃一线的区域列车。

### 航空
波尔多-梅里尼亚克机场的航站楼及跑道的大部分区域位于梅里尼亚克的市镇范围内，该机场是法国西南部的一个航空枢纽，开行前往数十个城市的固定航线。

### 城市公共交通
梅里尼亚克是波尔多都会公共交通（商业名称为）的服务范围。截至2022年7月，该系统下属的波尔多有轨电车A线和公交1路、11路、16路、23路、30路、33路、34路、35路、36路、38路、39路和42路途径梅里尼亚克市区。

## 政治

### 市政内阁

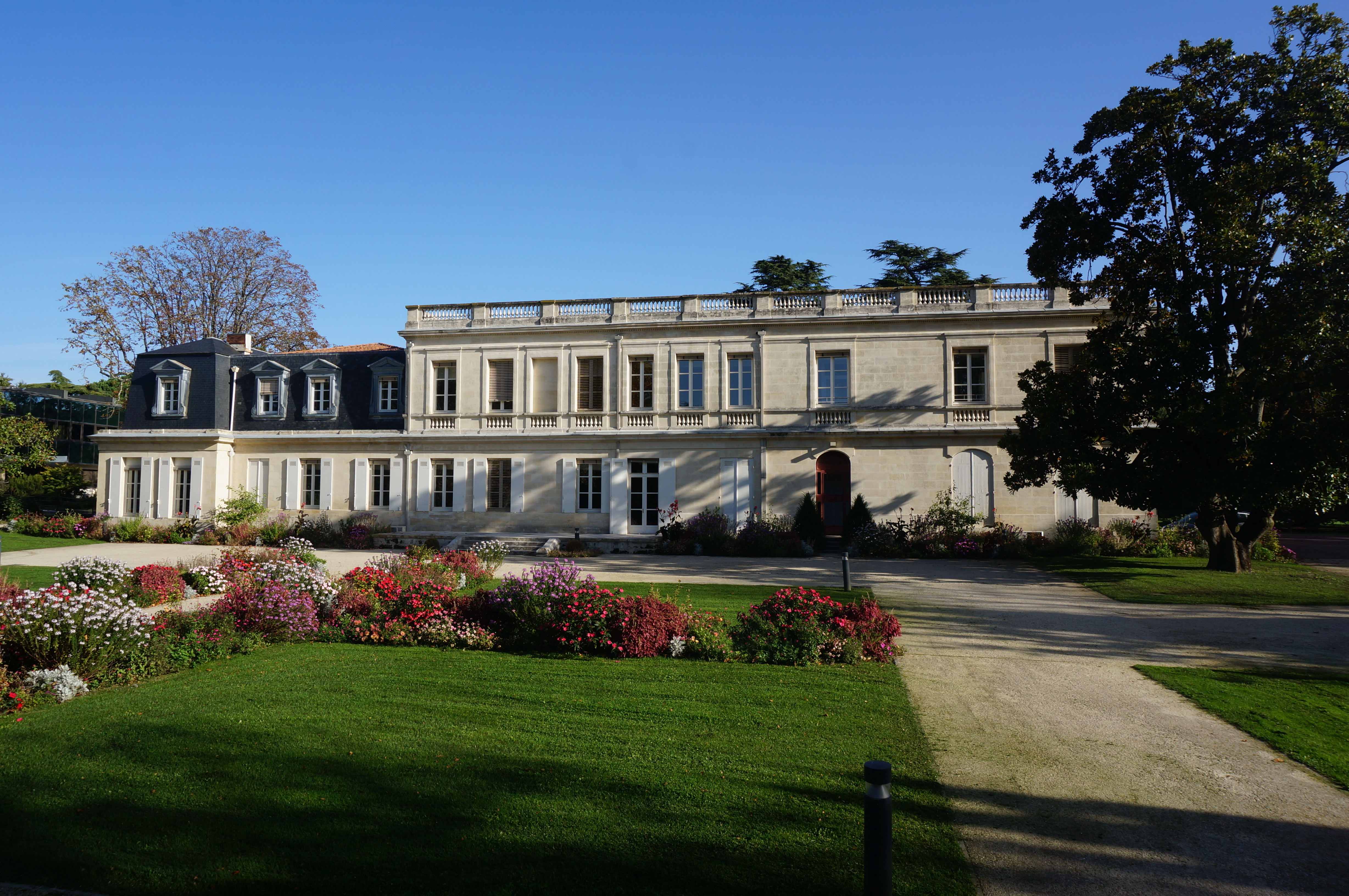
梅里尼亚克市政厅

梅里尼亚克的现任市长为阿兰·昂齐亚尼先生，他是左翼联盟的一名成员，在2020年的市政选举中获得了64.92%的支持率。
| 梅里尼亚克历届市长 | 梅里尼亚克历届市长                | 梅里尼亚克历届市长             |
| 任期               | 市长                              | 党派                           |
| ------------------ | --------------------------------- | ------------------------------ |
| 1944年－1974年     | Robert BRETTES 罗贝尔·布雷特      | SFIO工人国际法国支部 →PS社会党 |
| 1974年－2014年     | Michel SAINTE-MARIE 米歇尔·圣玛丽 | PS社会党                       |
| 2014年－           | Alain ANZIANI 阿兰·昂齐亚尼       | PS社会党 →UG左翼联盟           |

### 各级选举
| 梅里尼亚克历届投票选举结果 | 梅里尼亚克历届投票选举结果 | 梅里尼亚克历届投票选举结果 | 梅里尼亚克历届投票选举结果 | 梅里尼亚克历届投票选举结果    | 梅里尼亚克历届投票选举结果 | 梅里尼亚克历届投票选举结果 | 梅里尼亚克历届投票选举结果    | 梅里尼亚克历届投票选举结果 | 梅里尼亚克历届投票选举结果 |
| 选举项目                   | 选举范围                   | 选区单位                   | 选区单位内的选举结果       | 选区单位内的选举结果          | 选区单位内的选举结果       | 选区单位内的选举结果       | 选区单位内的选举结果          | 选区单位内的选举结果       | 参考资料                   |
| 选举项目                   | 选举范围                   | 选区单位                   | 第一轮胜出者               | 第一轮胜出者                  | 支持率                     | 第二轮胜出者               | 第二轮胜出者                  | 支持率                     | 参考资料                   |
| -------------------------- | -------------------------- | -------------------------- | -------------------------- | ----------------------------- | -------------------------- | -------------------------- | ----------------------------- | -------------------------- | -------------------------- |
| 2017年法國總統選舉         | 法國                       | 市镇                       |                            | 埃马纽埃尔·马克龙             | 31.03%                     |                            | 埃马纽埃尔·马克龙             | 78.75%                     | [ 27 ]                     |
| 2017年法国立法选举         | 吉伦特省第六选区           | 市镇                       |                            | 埃里克·普利亚                 | 42.14%                     |                            | 埃里克·普利亚                 | 56.01%                     | [ 27 ]                     |
| 2019年欧洲议会选举         | 法國                       | 市镇                       |                            | 纳塔莉·卢瓦索                 | 26.71%                     | （不适用）                 | （不适用）                    | （不适用）                 | [ 29 ]                     |
| 2021年法国省级选举         | 吉倫特省                   | 梅里尼亚克第一县           |                            | 阿兰·沙里耶 卡萝尔·盖尔       | 29.85%                     |                            | 阿兰·沙里耶 卡萝尔·盖尔       | 59.03%                     | [ 30 ]                     |
| 2021年法国省级选举         | 吉倫特省                   | 市镇 （第一县部分）        |                            | 阿兰·沙里耶 卡萝尔·盖尔       | 29.54%                     |                            | 阿兰·沙里耶 卡萝尔·盖尔       | 59.34%                     | [ 30 ]                     |
| 2021年法国省级选举         | 吉倫特省                   | 梅里尼亚克第二县           |                            | 阿尔诺·阿尔弗耶 玛丽·勒卡尔德 | 30.84%                     |                            | 阿尔诺·阿尔弗耶 玛丽·勒卡尔德 | 56.74%                     | [ 30 ]                     |
| 2021年法国省级选举         | 吉倫特省                   | 市镇 （第二县部分）        |                            | 阿尔诺·阿尔弗耶 玛丽·勒卡尔德 | 33.87%                     |                            | 阿尔诺·阿尔弗耶 玛丽·勒卡尔德 | 65.07%                     | [ 30 ]                     |
| 2021年法国大区选举         |                            | 市镇                       |                            | 阿兰·鲁塞                     | 35.68%                     |                            | 阿兰·鲁塞                     | 44.92%                     | [ 31 ]                     |
| 2022年法国总统选举         | 法國                       | 市镇                       |                            | 埃马纽埃尔·马克龙             | 32.77%                     |                            | 埃马纽埃尔·马克龙             | 70.98%                     | [ 27 ]                     |
| 2022年法国立法选举         | 吉伦特省第六选区           | 市镇                       |                            | 瓦内萨·费尔若-雷诺            | 37.46%                     |                            | 瓦内萨·费尔若-雷诺            | 51.71%                     | [ 27 ]                     |

## 人口
2019年，梅里尼亚克市镇人口数量为72,197，在法国排名第71位。其中男性33,407人，女性38,790人，75岁及以上人口占7.6%，外籍人口数量为4,557人，人口密度为1,470人/平方公里，当地居民被称为（男性）或（女性）。2020年，梅里尼亚克境内出生868人，死亡人口538人。
| 梅里尼亚克1901年－2019年人口变化情况 |
|                                      |
| 数据来源：Cassini、INSEE             |

## 经济

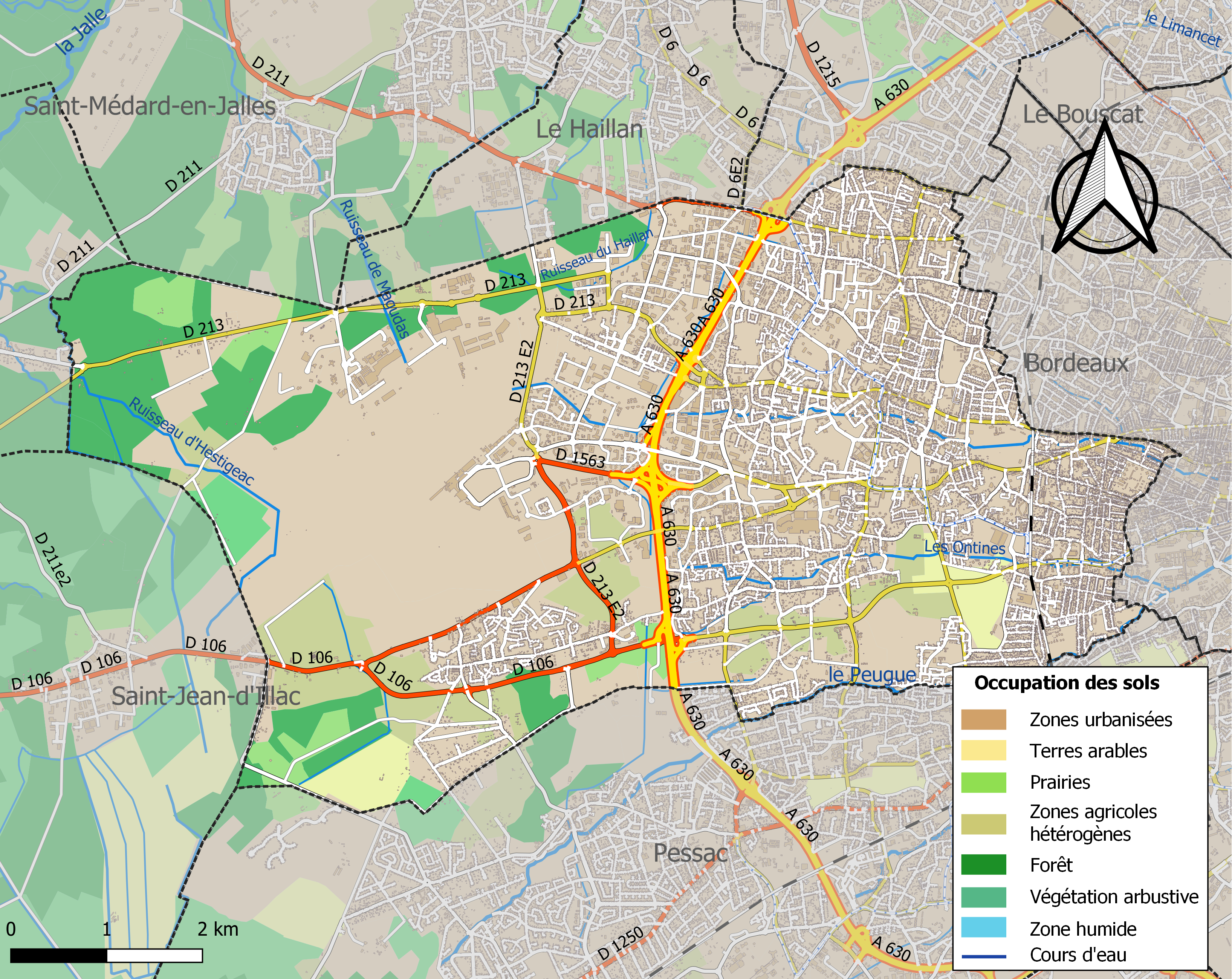
梅里尼亚克土地利用情况地图

梅里尼亚克是波尔多的一个卫星城。截止2022年7月，梅里尼亚克市镇范围内共有各类用人单位（包含自雇）13,297家，平均历史为12年，其中95.82%为中小型企业（PME），2022年5月至7月间，当地的经济活力指数为0.59%。（工程研究）、（道路施工）及（特种商品销售）是当地2021年营业额最高的三个企业，分别为177,144,338欧元、106,944,141欧元和91,848,413欧元。

## 财政与居民收入
2020年，梅里尼亚克的财政收入总额为82,703,200欧元，财政支出总额为74,016,300欧元，当年的债务总额为8,730,800欧元。2021年，梅里尼亚克共获得4,217,434欧元的国家财政补助，比上一年减少了4.34%。
2019年，梅里尼亚克的人均月收入总额为2,435欧元，其中高级职员为3,762欧元，低于法国平均水平（4,230欧元）；中级职员为2,359欧元，低于法国平均水平（2,411欧元）；普通职员为1,764欧元，高于法国平均水平（1,740欧元）。
2018年，梅里尼亚克境内的青壮年（15至64岁）失业率为11.8%，当地57.5%的家庭拥有纳税资格，平均纳税3,544欧元，低于法国平均水平（3,910欧元）。

## 社会事务

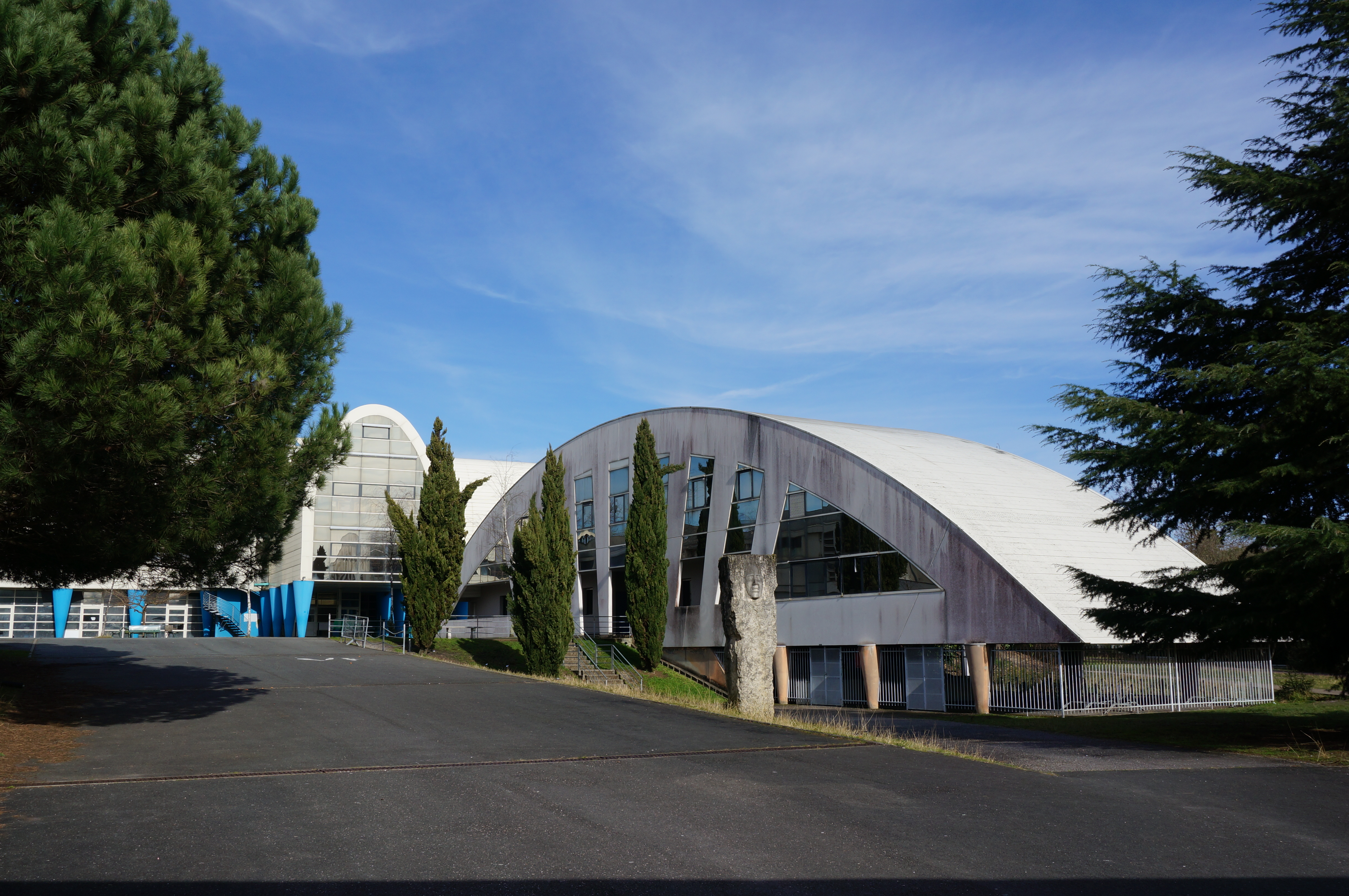
梅里尼亚克的一所初级中学

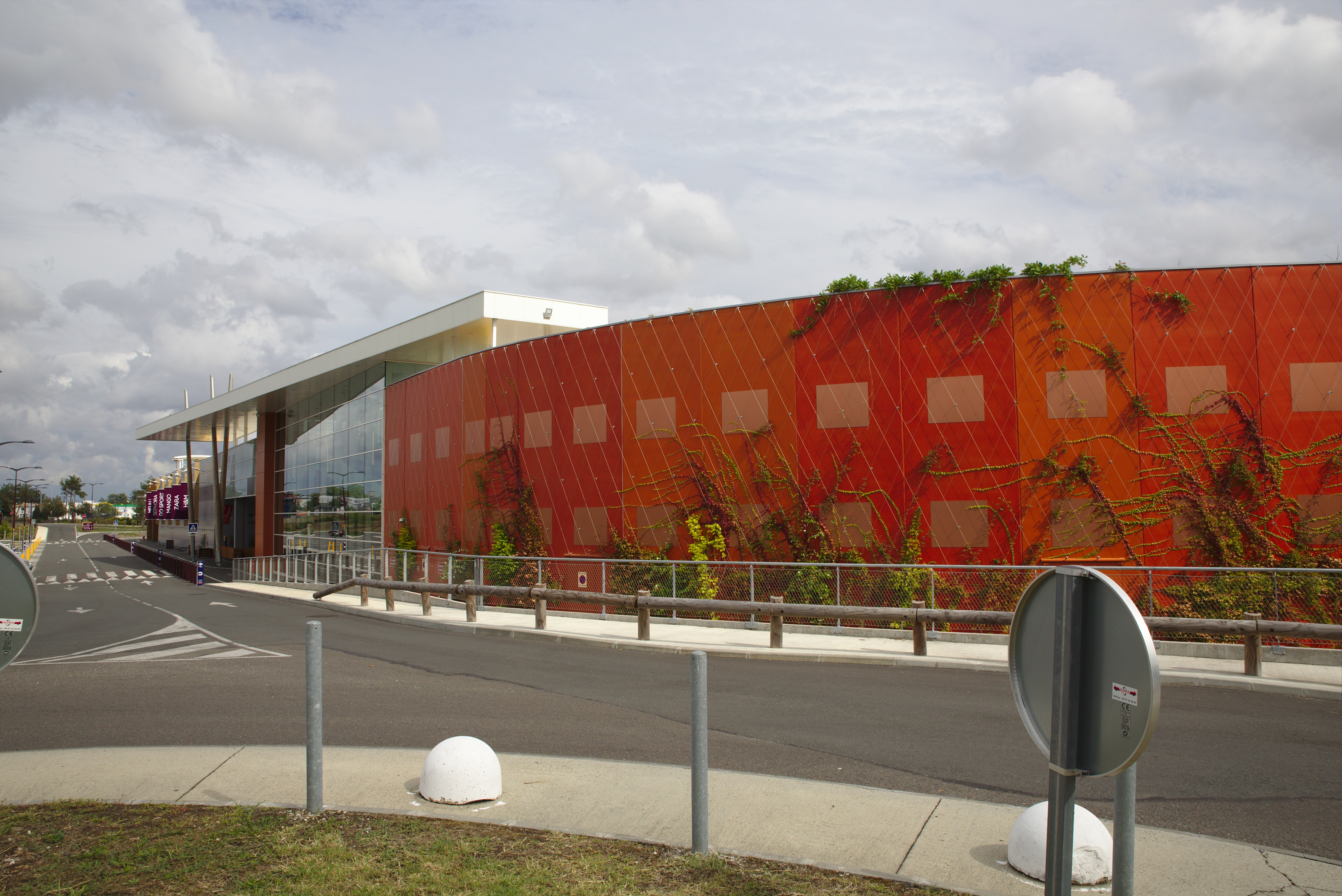
阳光商业中心

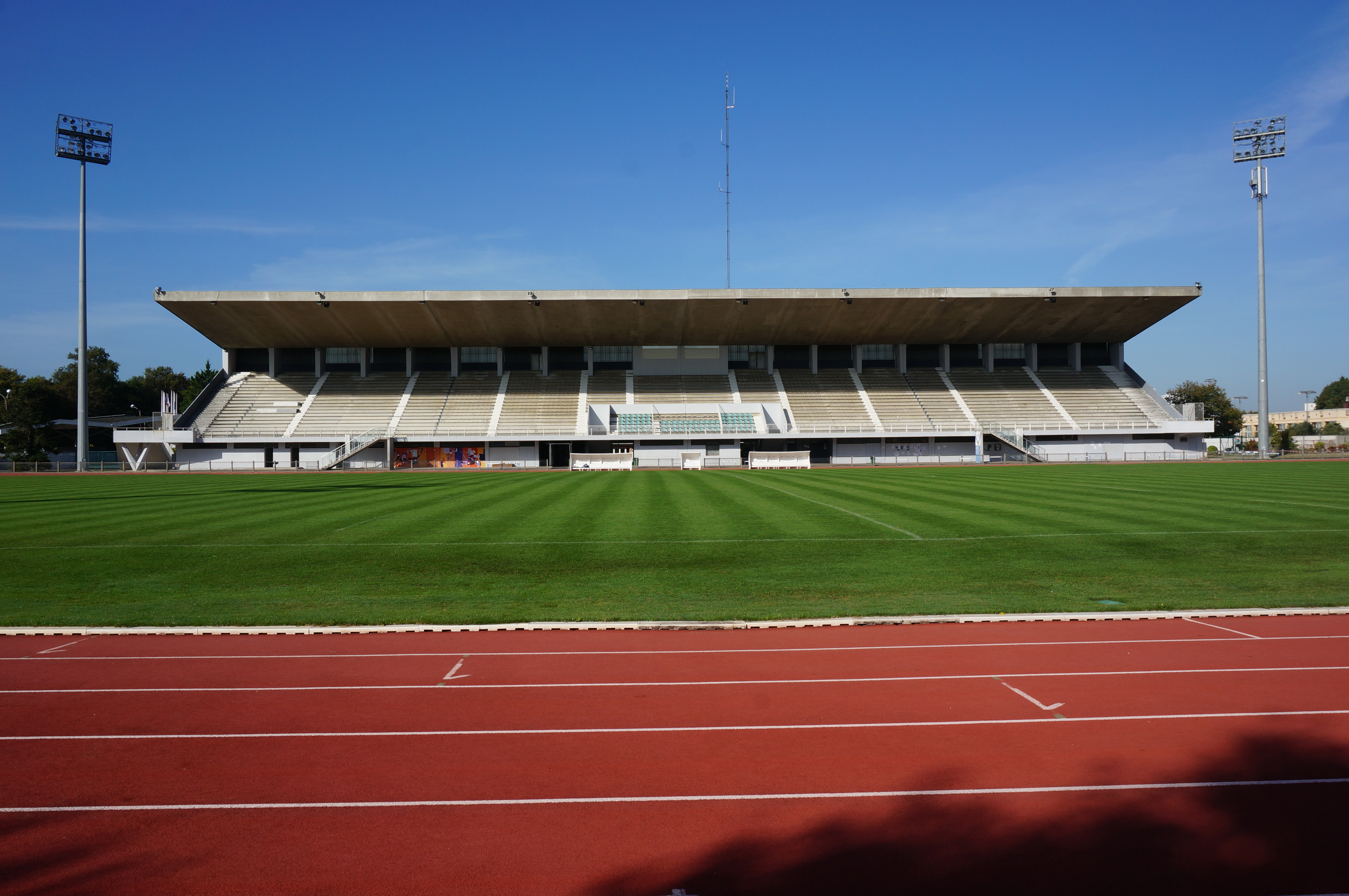
罗贝尔·布雷特球场

### 教育
梅里尼亚克属于波尔多学区。截止2020年1月1日，梅里尼亚克境内共有14所幼儿园、16所小学、4所初级中学、1所普通高中和1所职业高中。2018至2019学年度，梅里尼亚克境内共有在校中等教育阶段学生3,469名。
在高等教育方面，国立高等航空器维修工业学校位于梅里尼亚克境内，后者成立于2019年，是法国的一个工程师学校。

### 医疗
截止2020年1月1日，梅里尼亚克境内共有全科医生84名、保健师136名、牙医63名、护士89名、耳科医生5名、眼科医生6名、皮肤科医生3名、助产士8名、儿科医生7名和妇科医生6名。境内共有药房23家、养老院10家、残疾人帮扶中心8家。
梅里尼亚克是波尔多大学中心医院的服务范围，其主病区“佩勒格兰医院”（Hôpital Pellegrin）距离梅里尼亚克市区的正常车程在8分钟以内。

### 住房
2018年，梅里尼亚克境内共有各类住房38,260套，其中36.8%为独立式居民区，62.7%为集中式居民区。常住房屋占梅里尼亚克市镇范围内居民建筑总量的92.1%。
在住房保障政策方面，2020年，梅里尼亚克境内共有7,713户家庭获得了住房经济补助，受益人数占总人口数量的10.9%，其中7,523份为房租补助。

### 商业
2019年，梅里尼亚克境内共有各类实体商铺2,073家，其中餐厅251家、大型超市22家、杂货店19家、面包房40家、肉铺18家、书店26家、装饰品店19家、银行门店49家、美容美发店87家、汽车维修店104家。市区中部建有梅里尼亚克阳光商业中心（Centre commercial Mérignac Soleil），有家乐福、H&M、Zara等商场。

### 体育
2020年，梅里尼亚克境内共有1家游泳池、9间体育馆、1座综合体育场、19处网球场、3处马术场、7处足球或橄榄球场以及5处篮球或排球场。
梅里尼亚克橄榄球体育俱乐部成立于1892年，是当地的一支橄榄球俱乐部，其主队2022至2023赛季参加法国橄榄球全国丙组联赛（法国第七级别）。
截至2022年7月，梅里尼亚克境内共有11家注册足球俱乐部。梅里尼亚克足球体育俱乐部（编号505709）是当地的代表性足球队，成立于1972年，其主队2022至2023赛季参加吉伦特省足球联赛甲组（法国第九级别），其主场为罗贝尔·布雷特市政球场（Stade Municipal Robert Brettes）。

### 环境
梅里尼亚克的环境事务由其所属的波尔多都会区负责。2019年，梅里尼亚克境内共有19家污染企业。

### 治安
2019年，梅里尼亚克市镇范围内有1处派出所。
梅里尼亚克所在地是波尔多警区（la zone police de Bordeaux）的管辖范围。2020年，该警区辖区内共17个市镇累计发生各类案件51,593起，其中盗窃类案件35,113起，经济类案件4,480起，毒品交易类案件1,302起。

## 文化
2020年，梅里尼亚克境内共有1家剧场和1家电影院。梅里尼亚克市政府提供米歇尔·圣玛丽多媒体中心（Médiathèque Michel Sainte-Marie），每周二至六向公众开放。

### 建筑
梅里尼亚克境内有多处历史建筑，其中法国国家文物保护单位包括布朗城堡、圣樊尚教堂等。

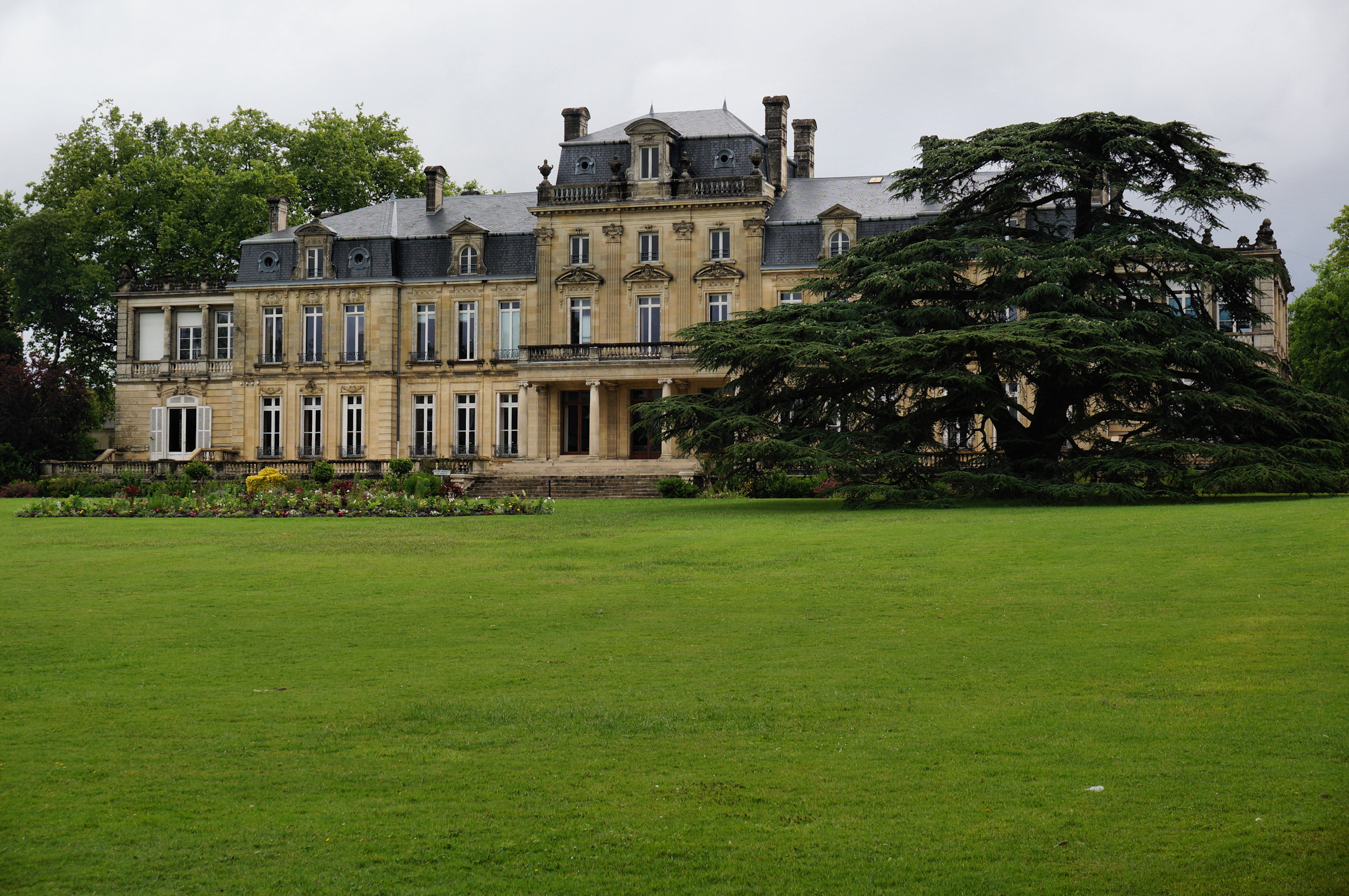
布朗城堡
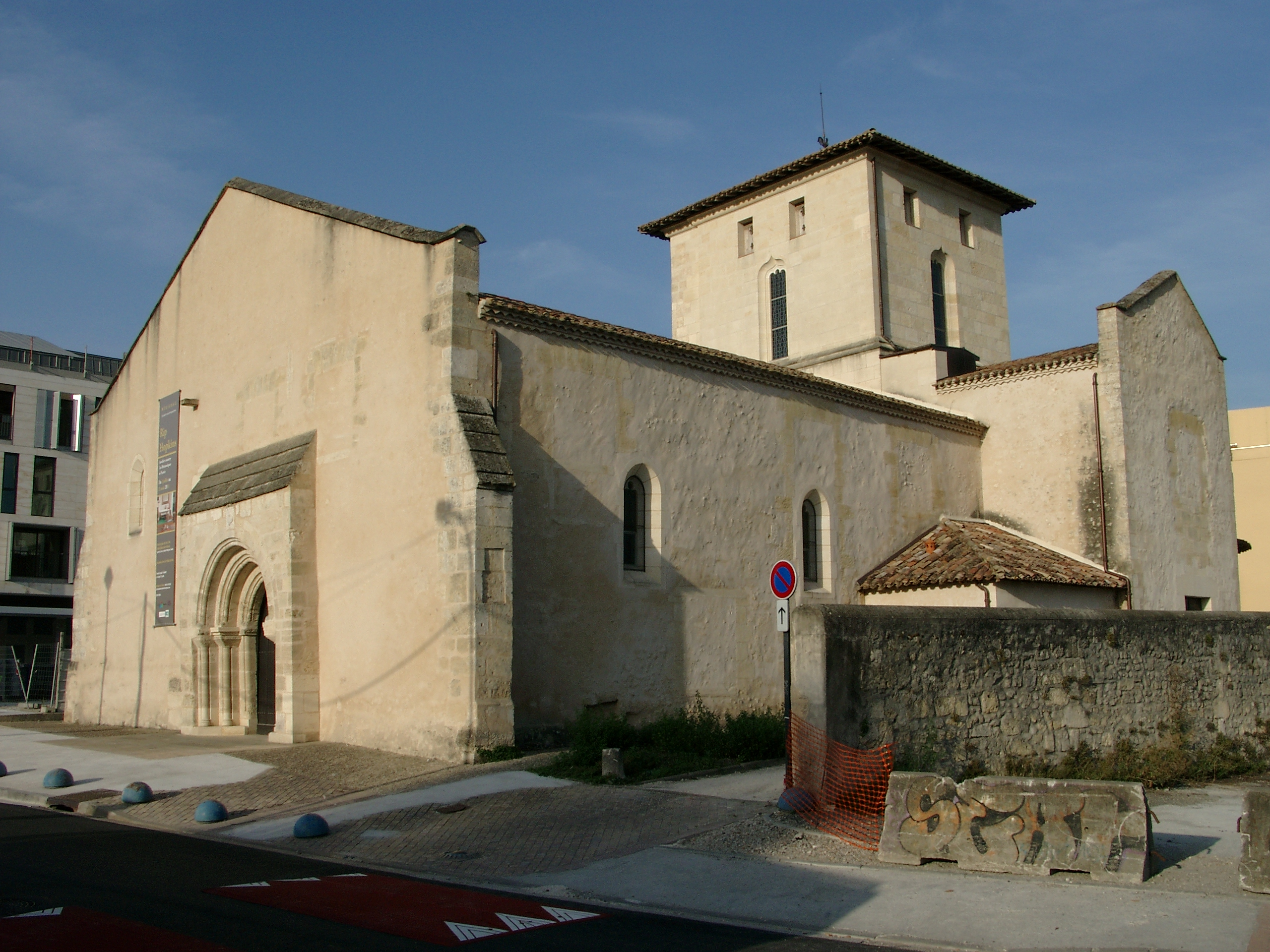
圣樊尚教堂（法语：Église Saint-Vincent de Mérignac）
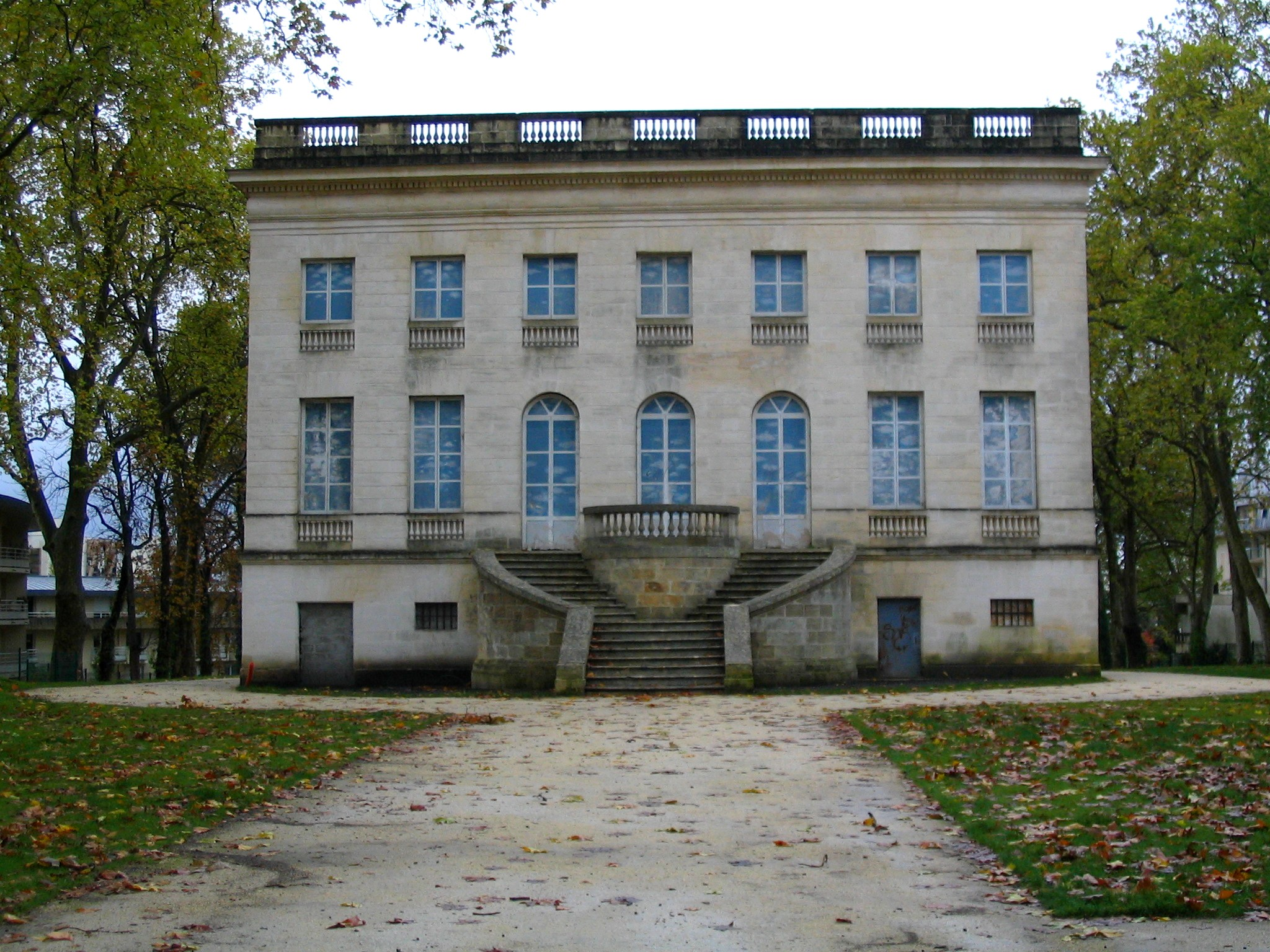
佩绍特城堡（法语：Château Peychotte）
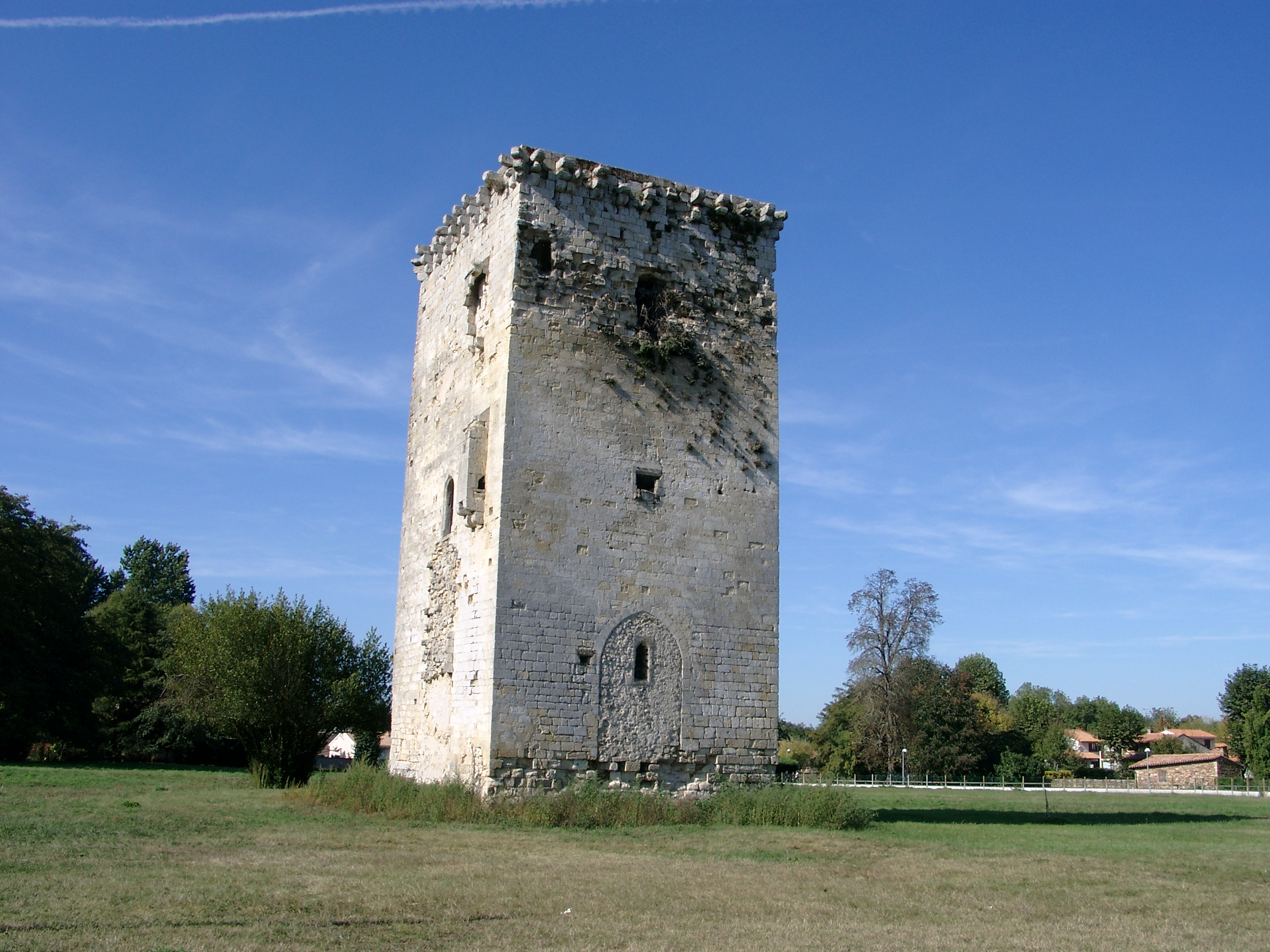
韦里讷塔
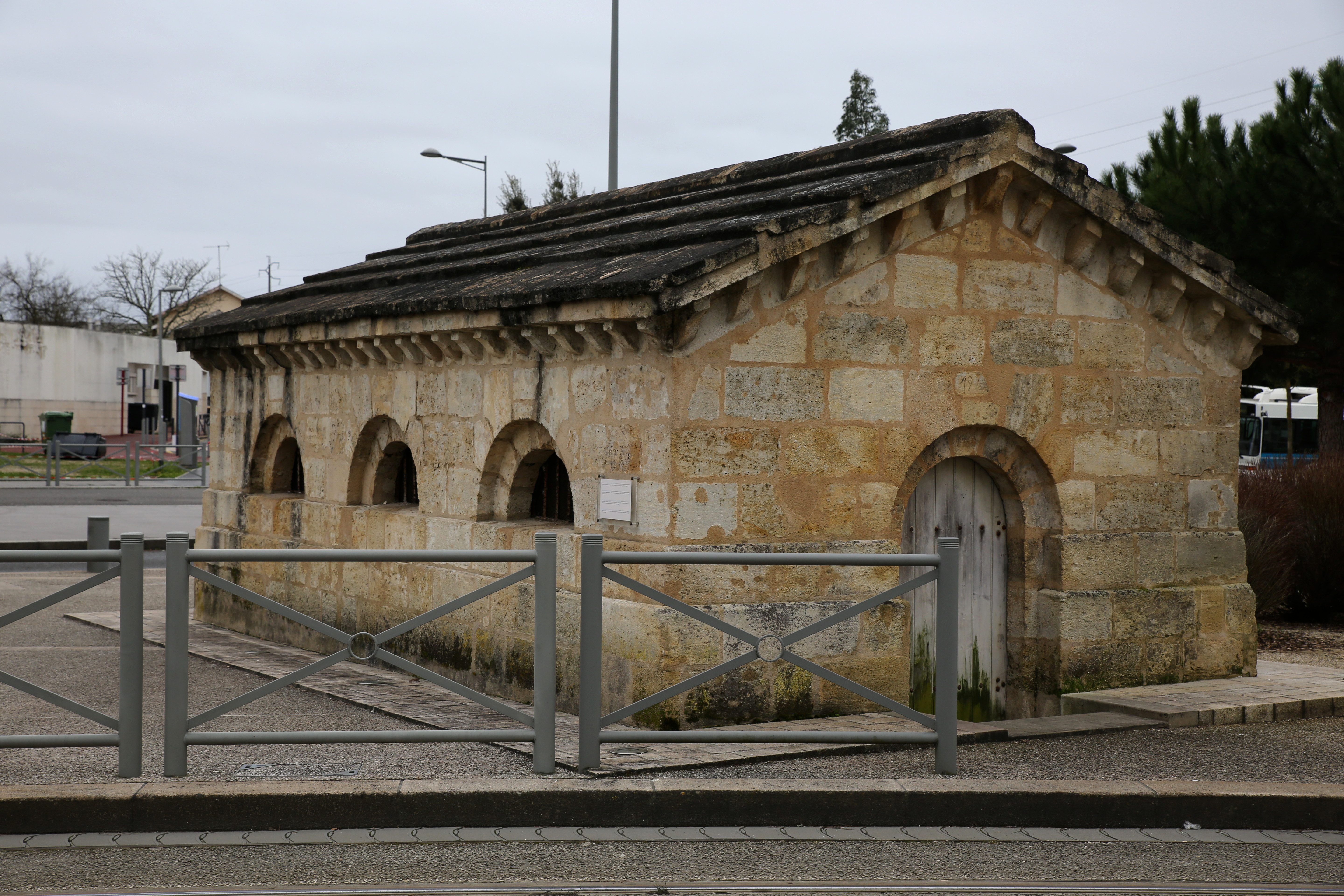
阿尔拉克喷泉
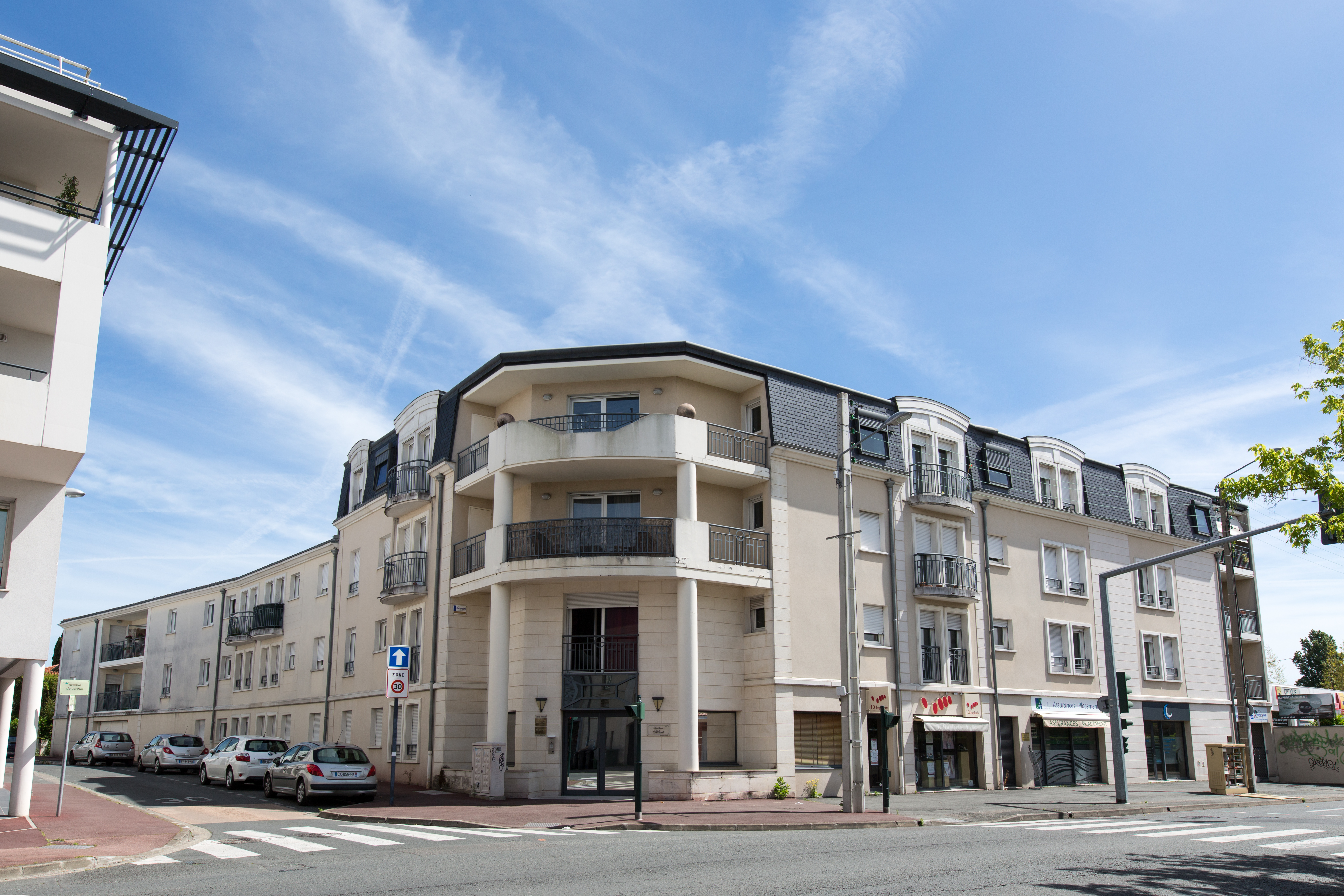
现代居民建筑

### 旅游
梅里尼亚克的旅游事务由其所属的波尔多都会区负责。2021年，梅里尼亚克境内共有17家酒店共计1,300间房间。

### 媒体
法国主要的媒体均可在梅里尼亚克接收，法国电视三台下属的新阿基坦大区频道在部分时段播出梅里尼亚克所属区域的地方新闻。《西南报》、蓝色法兰西吉伦特广播、波尔多电视台等是当地主要的地方性媒体。

## 友好城市
截至2022年7月，梅里尼亚克共与三座城市互为友好城市关系：
- 葡萄牙 马托西纽什
- 西班牙 比利亚努埃瓦和赫尔特鲁
- 塞内加尔 考拉克